# Arakataka
Arakataka je kolumbijski grad, lociran u oblasti Magdalena, u kolumbijskoj Karipskoj regiji. To je rečni grad osnovan 1885. i rodno mesto je kolumbijskog nobelovca, Gabrijela Garsije Markesa, po čemu je ovaj gradić najpoznatiji.